# Juncus tenuis
Juncus tenuis је вишегодишња, зељаста биљка из породице рогоза (Juncaceae). 

## Опис
Јавља се у густим бусеновима, са издуженим и гранатим ризомом. Стабљика је усправна, висока 10-30 (60) центиметара, пречника 1-2мм, глатка, неграната, узана, на попречном пресеку округла, јарко зелена.
Листови су базални, многобројни, дуги 7-30 центиметара и широки 1-1,3 милиметра, равни или благо увијени. Рукавац је лабав и са широким провидним ободом који се наставља у белу мембранозну лигулу дужине до 5 милиметара. 
Цваст је терминална, цимозна, дуга 1-7 центиметара, граната, растресита, издужена, с размакнутим гранама, и малобројним цветовима. Има до шест круничних листића, постављених у два реда, дугих 3-4,5 милиметара, ланцетастих, издужено зашиљених на врху. Има шест прашника, стубић је кратак, с кончастим жиговима. 
Плод је чаура, црвенкастобраон и танких зидова, широко јајаста, сјајана, 2/3 дужине перијанта, или мало краћа. Семе је обло, светло браон благо зашиљено на оба краја, дуго 0,3-0,4 милиметра и постаје лепљиво када се накваси, што му помаже у расејавању. Биљка може да се размножава и вегетативно, фрагментацијом ризома и вегетативним пупољцима, који се налазе у основи стабљике. 

## Порекло
Северна и Јужна Америка.
Претпоставља се да је у Европу дошла кроз увоз сена из Америке, крајем XVIII и почетком XIX века. Иако се сматра да је врста америчког порекла, постоје индиције да је природни ареал шири и да укључује неке делове Европе, Азије и Аустралије. У Панонској низији се појавила око 1890. године. Осим у Европу, интродукована је у Аустралију, Азију, Африку и Нови Зеланд, највероватније случајно. 
Индијанци су користили чај од ове биљке за купање одојчади, верујући да јача дечији организам, а стабљикама су увезивали тесто у лишће приликом печења хлеба. У држави Орегон (SAD) ова врста је користи за контролу ерозије, као биофилтер и за прекривање огољеног земљишта и уређење простора.  Не прави значајне економске штете. Забележено је да се ова врста шири на остру Света Хелена у јужном Атлантику на гнездећим стаништима птице Charadrius sanctaehelenae и угрожава њен опстанак.

## Станиште
Расте на влажним до умерено влажним стаништима, на песковитим, шљунковитим или глиновитим и тешким земљиштима, блату, на влажним ливадама и мочварама. Захтева директну светлост, ретко се среће у дубљем хладу. Преферира отворена станишта, где је слаба компетиција других врста. То су углавном полуприродна или антропогено условљена станишта, као што су околине путева и стаза кроз шумовите пределе, делови пашњака, напуштених поља или неуређено земљиште. Лепљиво семе се лако преноси на крзну, одећи, обући, гумама аутомобилиа, стога је ова врста честа дуж стаза и путева. Веома је добро адаптирана на често гаженим стаништима и сабијеном, компактном земљишту, где се најчешће може наћи.

## Распрострањеност у сарбији
Спорадично распрострањена

## Мере контроле и сузбијања
Једна од добрих мера контроле је правиолно одржавање пашњака, као и испаша великих стада (нпр, оваца или још боље коза) тамо где је ова врста примећена. Механичко уклањање сечењем пре цветања је кључно заспречавање њеног ширења. 

## Синоними
Juncus bicornis Mich
Juncus chloroticus Schult. & Schult.f
Juncus germanorum Steud
Juncus lucidus Hochst
Juncus macer Graz
Juncus tenuis var. multicornis E. Mez
Juncus tenuis var. williamsii (Fernald) Vict.